# Cixius brachyptera
Cixius brachyptera är en insektsart som beskrevs av Van Stalle 1988. Cixius brachyptera ingår i släktet Cixius och familjen kilstritar. Inga underarter finns listade i Catalogue of Life.